# Зембри
Зембри (пол. Zembry) — село в Польщі, у гміні Тшебешув Луківського повіту Люблінського воєводства.
Населення — 302 особи (2011).
У 1975-1998 роках село належало до Седлецького воєводства.

## Демографія
Демографічна структура станом на 31 березня 2011 року:
|          | Загалом | Допрацездатний вік | Працездатний вік | Постпрацездатний вік |
| -------- | ------- | ------------------ | ---------------- | -------------------- |
| Чоловіки | 151     | 42                 | 93               | 16                   |
| Жінки    | 151     | 34                 | 78               | 39                   |
| Разом    | 302     | 76                 | 171              | 55                   |